# Begoña Vila
María Begoña Vila Costas (Vigo, 1963) es una astrofísica española especializada en el estudio de galaxias espirales. En la actualidad reside en Washington D. C. y trabaja como ingeniera de sistemas en el centro de vuelo espacial Goddard. Es ingeniera de sistemas en la NASA del GSFC (Centro de Vuelo Espacial Goddard) del Fine Guidance Sensor (FGS), sensor que lleva el telescopio espacial James Webb, además de ser la encargada de la prueba fría final del grupo de instrumentos antes de su integración con el telescopio.
En 2016 fue premiada por la NASA con la medalla Exceptional Public Achievement Medal que concede a las personas ajenas a la organización pero que contribuyen, de forma relevante, a la misión de la agencia espacial estadounidense.
En 2022 recibió la medalla de la NASA 'Exceptional Public Service Medal' por sus años dedicados al desarrollo y al período de puesta a punto en órbita del Sensor de Guía (Fine Guidance Sensor) de JWST que permite que este increíble Observatorio tenga la precisión y apunte excepcionales necesarios para obtener los datos científicos.
Vila es la encargada de controlar que el telescopio espacial James Webb tenga la máxima precisión en la toma de imágenes tras el lanzamiento, a bordo de un cohete Ariane 5, que tuvo lugar el 25 de diciembre de 2021.
Presentó el programa de la NASA en español del lanzamiento del Telescopio y participó en el período de comisión en el centro de Control de Misión en Baltimore y continúa involucrada con el instrumento de guía en las operaciones del telescopio espacial James Webb. 
Ha comenzado a trabajar también en el Telescopio Espacial Nancy Grace Roman.

## Trayectoria
Estudió astrofísica en la Universidad de Santiago de Compostela y el Instituto de Astrofísica de Canarias (1981-1986) y se doctoró en astrofísica en el Centro Jodrell Bank para Astrofísicos de la Universidad de Mánchester (1989).

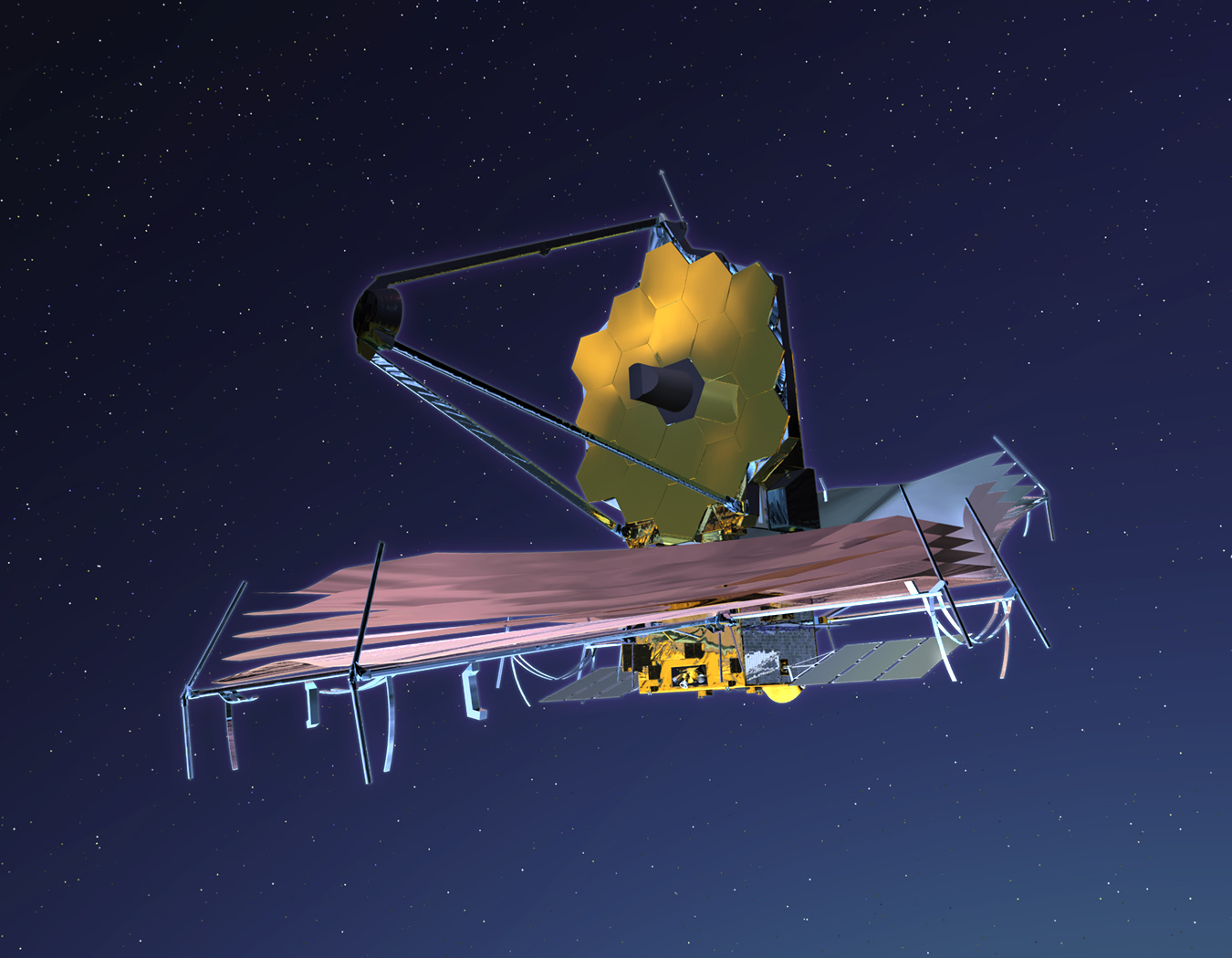
Telescopio espacial James Webb

Trabajó en el diseño y la construcción del Fine Guidance Sensor (FGS) que llevará el telescopio espacial James Webb, en una empresa canadiense bajo dirección de la Agencia Espacial Canadiense y cuando se entregó en 2012 a la NASA y se hizo la primera prueba fría para ellos, decidieron contratarla a través de una compañía externa como ingeniera de sistemas de este instrumento.
Desde 2013 es FGS lead systems engineer, la persona de referencia a la hora de decidir las pruebas del sensor, sus operaciones en órbita, limitaciones, componentes del 'software', etc. además de coordinadora de todos los instrumentos científicos juntos (integrados en el módulo ISIM, Integrated Science Instrument Module) para realizar las pruebas frías.
Es miembro de ECUSA-DC que engloba a la comunidad científica española de las áreas de Washington D. C., Maryland y Virginia.

## Premios y reconocimientos
En 2016 fue condecorada por la NASA con la medalla Exceptional Public Achievement por “sus años de liderazgo y logros excepcionales”, así como el diseño y desarrollo del “Fine Guidance Sensor (FGS)”, un instrumento añadido al telescopio espacial James Webb y que funciona como un sensor ultra-estable que permitirá, entre otras cosas, analizar exoplanetas y su composición, o conocer cómo se formaron las primeras galaxias y estrellas tras el Big Bang.
En 2017 ganó el premio María Josefa Wonenburger Planells.
En 2019 entró en el grupo de Gallegos del Año del Correo Gallego.
En 2021 recibió el premio otorgador la Federación Española de Mujeres Directivas, Ejecutivas, Profesionales y Empresarias de  FEDEPE  en la categorías Premio Internacional.
En 2022 fue galardonada con el título honorífico de Viguesa distinguida.
También en el 2022 fue elegida como Top 10 mujeres españolas en el extranjero por Mujeres&Cía y entró en la lista Forbes de 100 mujeres más influyentes en España en 2022 y 2023. Ese mismo año fue nominada por el Capítulo Serenísimo del Albariño como Dama del Albariño.
En 2023 fue acreditada por sus SS MM los Reyes de España como Embajadora Honoraria de la Marca España, una iniciativa del Foro de Marcas Renombradas Españolas, en la categoría de Ciencia e Innovación.
En 2022 fue condecorada por la NASA con la medalla 'Exceptional Public Service Medal' por sus años de trabajo desarrollando, haciendo pruebas y la puesta a punto en órbita del Instrumento de Guía (Fine Guidance Sensor) de JWST después del lanzamiento de este Telescopio el 25 de diciembre de 2021. El período de puesta a punto en órbita fue de 6 meses con operaciones continuas de 24 horas 7 días a la semana.